# Bagdad Café
A Bagdad Café 1987-ben bemutatott német film Percy Adlon rendezésében.

## Cselekmény
Egy kaliforniai utazás során – valahol Las Vegas felé haladva a 66-os úton – a németországi Rosenheimből való Jasmin Münchgstettner, egy kövérkés német nő, a sokadik heves vita után csendesen kiszáll a bérelt autójukból és a férjét hátrahagyva gyalog indul tovább, ahol egyedül találja magát a Mojave-sivatagban. A férje eközben egy sárga színű termoszt hagy hátra az út szélén, amiben kávé van. Jasmin út közben furcsa égi jelenséget vesz észre, mintha két Nap lenne az égen, csillagszerűen, egymás mellett. Kis idő elteltével a férje keresni kezdi Jasmint, aki inkább elrejtőzik előle.
Gyalog, sötét, bajor ruházatában, táskával és a bőröndjét maga után húzva végül megérkezik egy Bagdad nevű kis településre, amely csak a lepusztult, kis forgalmú Bagdad Café-ból, a hozzá tartozó motelből és benzinkútból áll. A helyet az elszánt, de folyton zsémbelő Brenda vezeti, akinek mindennel foglalkoznia kell. Egy veszekedés után kidobta semmirekellő férjét, Salt, aki elfelejtette elhozni a megjavított kávégépet, ami egy kávézóban alapfelszerelés lenne. Sal útközben felszedte az út szélén talált kávétermoszt és beviszi a kávézóba. A kávét Rudy Cox túl erősnek találja, ezért amerikai szokás szerint vízzel hígítják.
Brenda a kávézóban él léha, kamasz lányával, Phyllisszel, felnőtt fiával, Salomoval (aki Brenda legnagyobb bánatára állandóan Johann Sebastian Bach Das wohltemperierte Klavier című alkotását játssza, de ezt Brenda mindenféle ürüggyel leállíttatja vele, mondván, hogy „zavarja a vendégeket”) és annak csecsemő kisfiával. Állandó vendégként ott lakik egy Debby nevű női tetoválóművész és az idősödő díszletfestő Rudy Cox, aki valamikor hollywoodi filmek háttér díszleteit festette.
Brenda az ajtó előtt fekszik egy nyugágyban, amikor szinte látomásszerűen egy egyre közeledő, sötét ruhás gyalogost vesz észre, szokatlan kalapban, aki egyenesen felé tart.
Jasmin kivesz egy szobát, bár Brenda nyíltan nem kedveli a nőt, aki számára teljesen idegennek tűnik. A szobát a nő utazási csekkel fizeti ki, és német akcentussal beszél.
Kipakoláskor Jasmin felfedezi, hogy a bőröndben nem a saját, hanem nagyrészt a férje holmijai vannak, továbbá, hogy a bútorokon vastagon áll a por. A bőröndben egy bűvészdoboz is van (ezt valószínűleg a férje vette), ezt Jasmin félreteszi. Mivel mindenhol kosz van, Jasmin a ruhákat kiakasztja, ahova tudja.
Amikor Brenda másnap reggel takarítani megy, a szobában nem csak női holmikat, hanem férfiruhákat és utazási tárgyakat is talál (köztük borotvaecsetet, borotvapengét és egy különös, rövid szárú bőrnadrágot). Ezzel megerősítve látja a Jasminnal kapcsolatos fenntartásait, és ellenszenve ellenségeskedésbe fordul. A porszívót és a felmosóvödröt hátrahagyva dühösen elrohan az irodájába és telefonál a helyi seriffnek, hogy az egyik vendége gyanúsan viselkedik, és ragaszkodik hozzá, hogy a seriff személyesen nézze meg.
A kihívott indián seriff azonban nem lát okot arra, hogy Jasmin ellen intézkedjen, hiszen nem szegett meg semmilyen törvényt. Az útlevele rendben van, és még retúr repülőjeggyel is rendelkezik. Brenda vitatkozik a seriffel, de a seriff csak a motelszoba küszöbén állva kérdezgeti a nőt, nem látja azokat a tárgyakat, amik Brendának gyanússá tették a nőt. Brenda szerint már az is gyanús, hogy a nő gyalog jött, férfi kísérő nélkül. A seriff megjegyzi, hogy ez egy szabad ország, a nő babaruhába, vagy King-Kong jelmezbe is öltözhetne, abban sem lenne kivetnivaló.
Amikor Brendának a férje helyett (aki addig a bevásárlásokat intézte) be kell utaznia a városba, a dél-amerikai pultos fiú Jasminnek diktálja le, hogy mikre van szükség, aki felírja azokat egy papírra. Brenda átveszi a pultostól a listát és rákérdez, hogy ki írta fel, mivel sejti, hogy a pultos fiú nem tud írni.
Jasmin megtalálja a szobájában a porszívót és a felmosóvödröt, amiből úgy gondolja, hogy azok neki lettek odakészítve, és saját maga nekilát kitakarítani a szobáját, majd egyetlen lendülettel Brenda „irodáját” is rendbe teszi, ami inkább egy elhanyagolt, koszos szerelőműhelyre hasonlít, tele mindenféle használhatatlan lim-lommal és kacattal, amiket Jasmin kidob és nagy szemétkupacot képez belőlük, majd mindent felmos, lemos, még a kávézó nevét viselő víztartályt is, és a bejárat fölötti tetőre több év alatt rárakódott port is eltávolítja.
Amikor Brenda visszajön, mérges lesz és ki akarja dobja őt, mert a takarítást a magánéletébe való beavatkozásnak tekinti, és majdnem visszahozatja vele a kidobott szemetet, de aztán hamar meggondolja magát, és titokban kezd tetszeni neki, hogy rend és tisztaság van az irodájában, és a megtisztított ablakon át ki tud nézni.
Másrészt észreveszi, hogy Jasmin bátorítja a fiát, hogy zongorázzon, gyakran foglalkozik a kicsivel is, bár később bevallja, hogy neki nincs gyereke. Lassan megértés alakul ki a két nő között.
Amikor Phyllis jön takarítani Jasmin szobájába, kíváncsian nézegetni kezdi a ruháit. Váratlanul megjelenik Jasmin, aki biztatja, hogy próbálja csak ki őket, bár sok ruhába kétszer is beleférne (például a bőrnadrágba). Valamiféle rokonszenv alakul ki köztük, mivel Phyllisnek nincs lány barátnője, akivel megbeszélhetné, hogy mi áll jól neki. Phyllis elnézést kér, hogy előző nap ráöltötte a nyelvét.
Jasmin a férje poggyászában talált egy doboznyi anyagot és bűvésztrükkökhöz szükséges utasításokat; elkezdi gyakorolni a trükköket és megmutatni a személyzetnek és a betérő vendégeknek, akiknek tetszik a dolog. Ebből bűvészmutatvány kerekedik, és a kamionosok között ennek hamar híre megy. A kávézó most már gyakran tele van vendégekkel, akik főleg a szórakozás miatt térnek be.
Rudy Cox beleszeret Jasminba, több képet is fest róla egyre árulkodóbb és erotikusabb pózokban.
A seriff egy alkalommal megjegyzi, hogy Jasmin turistavízuma lejárt, ezért el kell hagynia az országot, mert az Egyesült Államokban nem dolgozhat zöld kártya nélkül (bár Brenda próbálja úgy magyarázni, hogy Jasmin nem dolgozik nála, csak éppen „besegített” a pultnál).
Ahogy Jasmin elutazik, nélküle az élet Bagdad Caféban ismét olyan sivár lesz, mint korábban. Az éppen betérő kamionsofőrök csalódottan távoznak, amikor megtudják, hogy nincs „műsor”.
Azonban Jasmin hamarosan visszatér, immár fehér ruhában, a bűvészmutatvány most már komplett előadássá alakul, énekléssel, tánccal, világítással, miközben Salomo boogie-woogie-t játszik a zongorán. Brenda kibékül a férjével, Cox pedig megkéri Jasmin kezét, hogy ott maradhasson, ha akar végleg.

## Szereplők
| Szereplő              | Színész             | Magyar hang   |
| --------------------- | ------------------- | ------------- |
| Jasmin Münchgstettner | Marianne Sägebrecht | Némedi Mari   |
| Brenda                | CCH Pounder         | Básti Juli    |
| Rudi Cox              | Jack Palance        | Tolnai Miklós |
| Debby                 | Christine Kaufmann  |               |
| Phyllis               | Monica Calhoun      |               |
| Salomo                | Darron Flagg        |               |
| Cahuenga              | George Aguilar      |               |
| Sal                   | G. Smokey Campbell  |               |
| Herr Münchgstettner   | Hans Stadlbauer     |               |
| Eric                  | Alan S. Craig       |               |
| Arnie seriff          | Apesanahkwat        |               |

## Kritikák
|  | „Mesei vígjáték a mindennapok bigottságától való önfelszabadításról és a mindenkiben rejlő emberi tulajdonságokról; szellemes rendezés és színészi játék, nagy odafigyeléssel a részletekre.” |
|  | – Dictionary of International Film |

|  | „Egy igaz történet az emancipációról és tisztelgés a nők előtt (egy reménysugár a német filmvígjátékok számára).” |
|  | – Filmportal.de                                                                                                   |

Az amerikai filmkritikusok véleményét összegző Rotten Tomatoes 85%-ra értékelte 20 vélemény alapján.
„Sugárzó, furcsa vígjáték-dráma egy kövérkés bajor turista, egy ingerlékeny fekete kamionparkoló-tulajdonos és egy furcsa művész (aki mindig mosolyog, selyeminget és kígyóbőr csizmát visel) kapcsolatáról, amely a Sam Shepard által kedvelt magányos motelek poros arizonai sivatagi földjén játszódik. Sägebrecht, akit férje útközben kidobott, izzadtan érkezik a sárga ködből, abszurd módon, begombolt, sötét színű kiskosztümben, zöld filckalapban és tollal, magas sarkú cipőben és bőrönddel; a nő fokozatosan átalakítja az életét a vegyes társaságnak, akik a Bagdad Café egzotikus nevet viselő, lepukkant kávézót lakják. A kultúrák összecsapásáról és az olvasztótégelyről szóló, kívánságteljesítő mese szilárdan megalapozott és filmszerűen eredeti megfigyeléseken alapul. Adlon módszere egyszerre bensőséges, furcsa és megerősítő: a hely pontos megidézése, a kifejező színek és a karakterek lassú felépítése lehetővé teszi számára, hogy a filmet könnyedén a fantázia birodalmába emelje, varázslatos és megvilágosodást hozó pillanatokkal megspékelve.”

## Díjak
- 1988: Bavarian Film Award – legjobb forgatókönyv (Eleonore & Percy Adlon)
- 1988: Ernst Lubitsch díj (Percy Adlon)
- 1989: Oscar jelölés: legjobb zene, filmdal (Bob Telson: „Calling You”)
- 1989: Amanda Best Foreign Feature Film (Percy Adlon)
- 1989: Artios Best Casting for Feature Film, Comedy (Al Onorato and Jerold Franks)
- 1989: César-díj – legjobb külföldi film (Percy Adlon)

## Háttér-információk
- Az igazi Bagdad Café, korábban Sidewinder Cafe néven, Bagdad szellemfalujától nem messze, Newberry Springsben, a régi 66-os úton található, és évente sok nosztalgikus rajongó látogatását fogadja (földrajzi koordináták: 34° 49′ 11″ N, 116° 38′ 37″ W)
- A különös optikai jelenség, amelyet Jasmin a film elején megfigyel (és Rudy korábban lefest), és amelyet ő „látomás”-nak nevez, létezik: ezt melléknapnak nevezik. Ez a jelenség általában főleg a sarkvidékeken fordul elő, a nagy magasságban lévő felhőkben lévő jégkristályokon a fény megtörése okozza.

## Fordítás
Ez a szócikk részben vagy egészben  az   Out of Rosenheim című német Wikipédia-szócikk fordításán alapul.  Az eredeti cikk szerkesztőit annak laptörténete sorolja fel. Ez a jelzés csupán a megfogalmazás eredetét és a szerzői jogokat jelzi, nem szolgál a cikkben szereplő információk forrásmegjelöléseként.